# Frăsinet
Frăsinet es una comuna ubicada en el distrito de Teleorman, Rumania.

## Superficie
Posee una superficie de 38,13 kilómetros cuadrados.

## Demografía
Hasta 2021 la población era de 2148 habitantes, con una densidad de población de 56,33 habitantes por kilómetro cuadrado.